# Michel Hessmann
Michel Tenhoßmann (Billerbeck, 6 de abril de 2001) é um desportista alemão que compete no ciclismo na modalidade de rota. Ganhou uma medalha de ouro no Campeonato Europeu de Ciclismo em Estrada de 2020, na prova de contrarrelógio por relevos mistos.

## Medalheiro internacional
| Campeonato Europeu | Campeonato Europeu | Campeonato Europeu | Campeonato Europeu                |
| Ano                | Lugar              | Medalha            | Competição                        |
| ------------------ | ------------------ | ------------------ | --------------------------------- |
| 2020               | Plouay ( França)   | Medalha de ouro    | Contrarrelógio por relevos mistos |